# Международный медицинский кластер

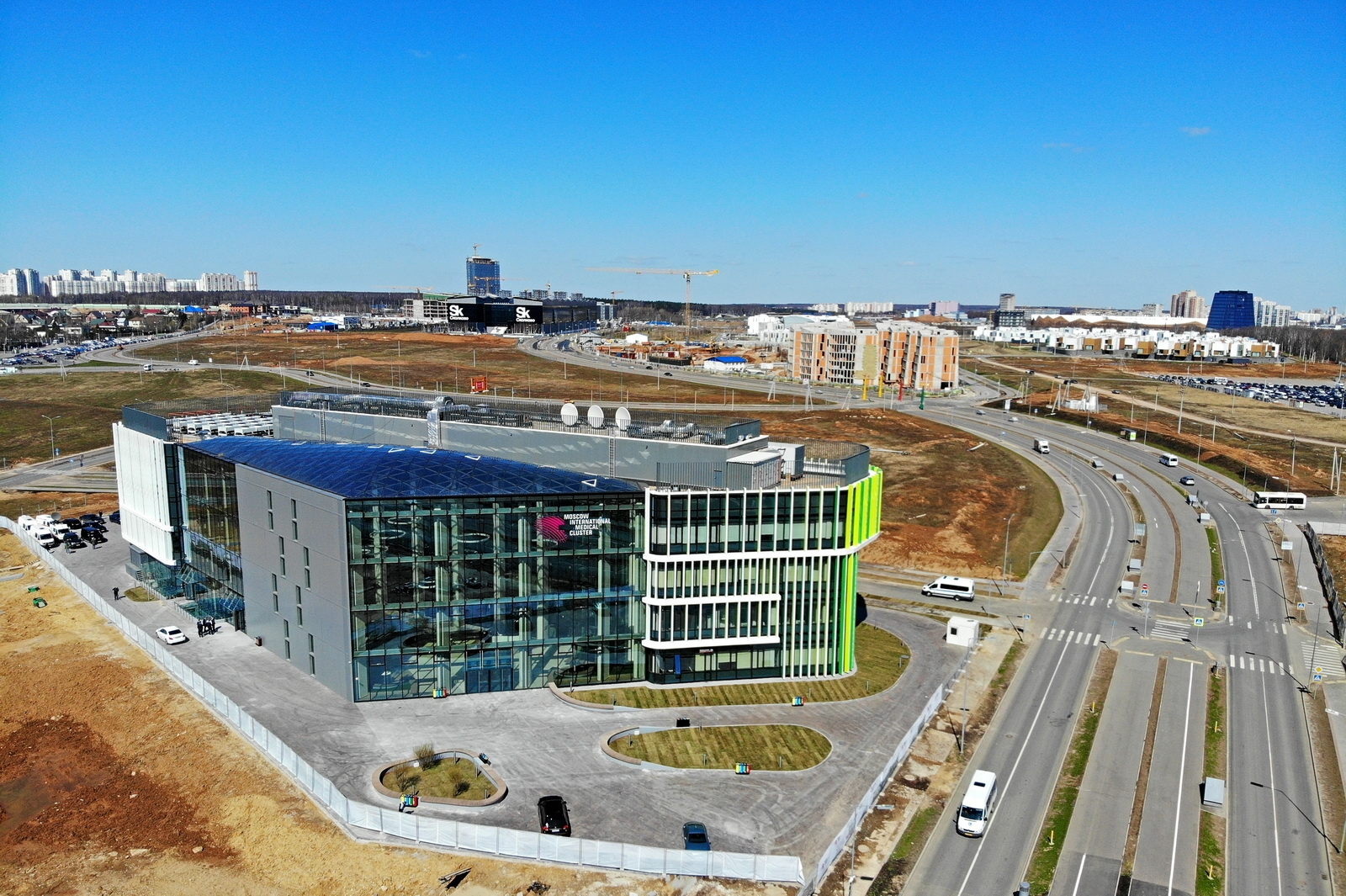
2018 год

Московский международный медицинский кластер, МММK — строящийся в Москве на территории Инновационного центра «Сколково» комплекс медицинских клиник, учебных и междисциплинарных исследовательских центров.
Кластер создаётся в целях развития деятельности по оказанию медицинской помощи, повышения её качества, содействия разработке лекарственных препаратов, медицинских технологий и медицинских изделий, развития образовательной деятельности и проведения научных исследований в сфере охраны здоровья на основе лучших мировых практик.
Деятельность МММК регулируется Федеральным законом Российской Федерации № 160 «О международном медицинском кластере» от 30 июня 2015 г. Согласно федеральному закону, участникам кластера, медицинская деятельность которых зарегистрирована в одной из стран Организации экономического сотрудничества и развития (ОЭСР), не требуется получение российских лицензий и разрешительных документов, чтобы оказывать медицинскую помощь по своим стандартам, применять препараты и оборудование на территории кластера.
Проект Московского международного медицинского кластера реализует Фонд международного медицинского кластера, высшим органом управления которого является наблюдательный совет во главе с Мэром Москвы Сергеем Собяниным.
С 2019 года генеральным директором Фонда ММК является Ильдар Индусович Хайруллин .

## Хронология
- 12 апреля 2012 года Дмитрий Медведев поручил Правительству Москвы, Минздравсоцразвития, Минэкономразвития и ОАО «Сбербанк» представить предложения по созданию на новых землях Москвы (Новая Москва) международного медицинского кластера, включающего лечебные, образовательные и научные направления[6]. Планировалось, что кластер будет построен в посёлке Коммунарка на территории Новомосковского административного округа.
- 11 июня 2015 года Государственная дума приняла Федеральный закон Российской Федерации № 160—2015 «О международном медицинском кластере», который окончательно определил местоположение проекта. Было принято решение, что кластер будет построен не в Новой Москве, а в Сколково[7].
- 30 июня 2015 года президент России Владимир Путин подписал Федеральный закон Российской Федерации № 160—2015 «О международном медицинском кластере»[1].
- 15 августа 2016 года мэр Москвы Сергей Собянин заложил капсулу в основание первого строящегося объекта — диагностического корпуса[8].
- в 2017 году Фонд ММК начал роуд-шоу по привлечению потенциальных инвесторов и операторов. К 2029 году Московский медицинский кластер планирует построить на своей территории около 20 клиник, образовательных и исследовательских организаций в качестве резидентов[9].
- 14 сентября 2017 года в здании Правительства Москвы состоялось подписание первого Соглашения об участии израильского медицинского центра «Хадасса» в проекте создания Международного медицинского кластера. В церемонии подписания принял участие Мэр Москвы Сергей Собянин[10].
- 22 июня 2018 года Сергей Собянин и президент госпиталя Бундан (Bundang) Сеульского национального университета Джон Сан Хун подписали Меморандум о взаимопонимании между Правительством Москвы и южнокорейской клиникой. Совместный проект предполагает создание на территории МММК филиала госпиталя с полностью электронным документооборотом.[11]
- 5 сентября 2018 года на территории ММК состоялось официальное открытие диагностического центра израильской клиники «Хадасса». Это первый запуск работы полностью иностранной медицинской организации на территории Российской Федерации.[12]
- В августе 2021 года был открыта вторая клиник ММК — терапевтический корпус «Хадасса» (Израиль).
- В августе 2021 года подписано соглашение с будущим резидентом ММК — ортопедической клиникой «Сан Шарль» (фр. Clinique Saint Charles) [13] (Франция).